# Sciurus stramineus
Lo scoiattolo di Guayaquil (Sciurus stramineus Eydoux e Souleyet, 1841) è una specie di scoiattolo arboricolo del genere Sciurus originaria del Sudamerica.

## Descrizione
Il corpo dello scoiattolo di Guayaquil misura 20-25 cm e la coda 30-35 cm, quindi l'animale ha una lunghezza totale di circa 65 cm. Pesa circa 280 g. Ha grandi occhi scuri, brillanti e prominenti; le orecchie sono corte e di colore nero all'interno come all'esterno. Il mantello è soffice, folto e morbido, soprattutto quello della lunga coda; la base dei peli è nera, mentre la punta è di colore bianco. Le estremità delle zampe sono nere, il che dà l'impressione che questo scoiattolo indossi dei guanti: quelle anteriori, di circa 3,5 cm di lunghezza e 1,8 cm di larghezza, hanno quattro lunghe dita munite di artigli, mentre quelle posteriori, la cui lunghezza è di circa 6 cm e la larghezza di 1,1 cm, presentano cinque dita con grandi artigli. Le caviglie sono flessibili e possono ruotare. La colorazione grigio-marrone del dorso e della coda diviene bruno-rossastra sulla regione inferiore; sul collo è presente una striscia bianca. Eccezionalmente sono stati trovati esemplari melanici, di colore completamente nero, a eccezione della caratteristica striscia bianca sul collo.

## Distribuzione e habitat
Lo scoiattolo di Guayaquil è endemico dell'ecoregione chiamata foresta equatoriale secca, che si estende dalle coste sud-occidentali dell'Ecuador al Perù nord-occidentale, attraverso gran parte dei dipartimenti di Tumbes, Piura, Lambayeque, La Libertad e Cajamarca.

## Biologia
Lo scoiattolo di Guayaquil è un animale diurno, attivo prevalentemente tra le sei del mattino e le sette di sera. Alterna periodi di attività a periodi di riposo, all'incirca tra l'una e le tre del pomeriggio, quando la temperatura supera i 32 °C e il cielo è sereno. Durante questo periodo lo scoiattolo rimane all'ombra sulla cima degli alberi, abbracciando un ramo con gli arti anteriori e posteriori, mentre altri esemplari si ritirano nel nido, tenendo fuori solamente la lunga coda.
È una specie arboricola in grado di muoversi con grande velocità e abilità e può effettuare salti di 3 m da un ramo all'altro, tenendo la coda leggermente ricurva. Talvolta si spinge anche sul terreno, ma solo alla ricerca di cibo.
Questo scoiattolo costruisce nidi nelle forcelle degli alberi, a circa 22-34 m di altezza. Essi, noti localmente come coshas («manganelli»), sono di forma sferica e misurano 25-35 cm di diametro; a differenza dei nidi degli uccelli, presentano due aperture inferolaterali. Il materiale con cui viene costruito il nido viene ricavato dallo stesso albero sul quale è situato, così lo scoiattolo non consuma troppe energie. Il rivestimento esterno è realizzato incastrando tra loro rami e foglie, mentre l'interno è rivestito con corteccia rosicchiata tenuta insieme con la saliva a formare una sorta di materasso, che servirà per accogliere i piccoli. I nidi vengono costruiti anche dai maschi solitari, ma essi di solito utilizzano altri nidi abbandonati; la femmina invece costruisce anche 5-6 nidi, impiegati anche per immagazzinare scorte alimentari. Lo scoiattolo di Guayaquil si nutre principalmente dei frutti di diverse specie di vegetali, i quali vengono sbucciati molto facilmente per raggiungere il morbido interno, ma anche di foglie e fiori, soprattutto quelli di Prosopis pallida. Tra le specie consumate ricordiamo, tra le altre, Parkinsonia aculeata, Cocos nucifera, Ficus carica, Hibiscus rosa-sinensis, Malvaviscus arboreus, Spondias purpurea, Mutingia calabura, Inga feuillei, Delonix regia e Psidium guajava. Gli escrementi, solitamente di colore marrone scuro, sebbene la colorazione vari in base al cibo mangiato, sono sferici, come quelli del coniglio, e misurano 0,4-0,9 cm di diametro.
Durante la fase di estro, condizionata dalla disponibilità di cibo durante i mesi di gennaio-marzo e giugno-agosto, il maschio attrae la femmina emettendo un forte richiamo che risuona come un chuc-chuc-chuc. Quando sente la sua presenza, una femmina non ancora gravida si avvicina: la copula dura 3-5 secondi, ma nel corso dell'estro si può accoppiare 2 o 3 volte. La femmina dà alla luce 3-4 piccoli glabri e ciechi, dei quali si prende cura solo lei, dal momento che il maschio non collabora all'allevamento.

## Conservazione
Malgrado la deforestazione, lo scoiattolo di Guayaquil è ancora molto numeroso e la sua popolazione sembra essere al sicuro; per questo motivo la IUCN lo inserisce tra le specie a rischio minimo.